# Bandera de Río de Janeiro
La bandera del municipio de Río de Janeiro se compone de un rectángulo blanco con dos rayas diagonales entrelazadas de color azul con el escudo de la ciudad en rojo en el centro.

## Creación
Su diseño básico, con pocos cambios hasta la actualidad (a excepción del período que se convirtió en el estado de la Guanabara - 1960-1975 - se hizo oficial por decreto 1190 del 8 de julio de 1908. Para fines de cría debe ser utilizado como base la relación de 7:10, o 14 x 20 módulos, como la bandera de Brasil. A través del Decreto N º 29526 de 30 de junio de 2008 fue institucionalizado el 8 de julio como el Día de la Bandera de Río de Janeiro.

## Explicación
La bandera de Río tiene la siguiente composición: 
1. Escudo portugués, el campo azul, que simboliza la fidelidad.
2. Esfera armilar manuelina junto con las tres flechas que súplicas San Sebastián, santo patrono de la ciudad, todo en oro;
3. El Centro gorro frigio símbolo del régimen republicano;
4. Para justificar la capital del estado, superando el escudo y la corona mural de cinco torres de oro;
5. Como los partidarios del escudo, dos delfines de plata, una sombría en la mano derecha, que simboliza ser una ciudad marítima;
6. La mano derecha de los delfines es una rama de laurel y la siniestra una rama de roble que representan, respectivamente, la victoria y la fuerza.

## Descripción
La bandera de Río de Janeiro, se presenta de la siguiente manera: 
Campo blanco con dos franjas azules, colocados en diagonal, formaron una banda y un bar, o el camino de la cruz de San Andrés, a su paso, y un sexto en la proporción de la superficie total, el Escudo de Armas de la ciudad roja destacar, y blanco, la esfera armilar y las tres flechas. Los colores adoptados en el pabellón de Río de Janeiro - blanco, azul y rojo - tienen un significado tradicional o histórico y el significado de la heráldica. 
- Importancia tradicional o histórico:

El azul y el blanco simbolizan el origen portugués de la ciudad. Son los colores tradicionales de la Monarquía Portuguesa, adoptadas desde la creación del condado de Portugal, en 1097. Solo después de la Revolución del 5 de octubre de 1910, los colores tradicionales se han cambiado a verde oscuro y rojo de la bandera. 
El rojo simboliza la sangre derramada por San Sebastián, santo patrono de la ciudad y la sangre derramada por Estacio de Sá, fundador de la ciudad y la defensa de los colonos, en Río de Janeiro.  
- Importancia en la heráldica:

1. Blanco de plata (metal), tradicionalmente simboliza la inocencia, la pureza, la belleza, la castidad, la esperanza, la victoria, sin sangre, y la paz en el enemigo.
2. Azul (Azur) - simboliza la justicia, la lealtad, la sabiduría, la perseverancia y la vigilancia.
3. Roja (Gules) - simboliza la valentía, el coraje, la nobleza, la grandeza, el coraje, el honor y la victoria, con sangre en el enemigo.

## Historia
|      |
| 1808 |

|      |
| 1822 |

|                              |
| Municipio Neutro (1831-1889) |

|                                        |
| Distrito Federal de Brasil (1908–1957) |

|                                                                      |
| Distrito Federal de Brasil (1957–1960), bandera actual de la ciudad. |

|                                 |
| Estado de Guanabara (1960–1975) |